# Cooktown
Cooktown – miejscowość w Australii, w stanie Queensland, przy ujściu rzeki Endeavour do Morza Koralowego. Około 2 tys. mieszkańców.
Pierwszymi Europejczykami, którzy dotarli w okolice dzisiejszego Cooktown była załoga statku „Endeavour”. Okręt dowodzony przez Jamesa Cooka dotarł w to miejsce 18 czerwca 1770 roku. W pobliżu miasta funkcjonuje port lotniczy Cooktown.

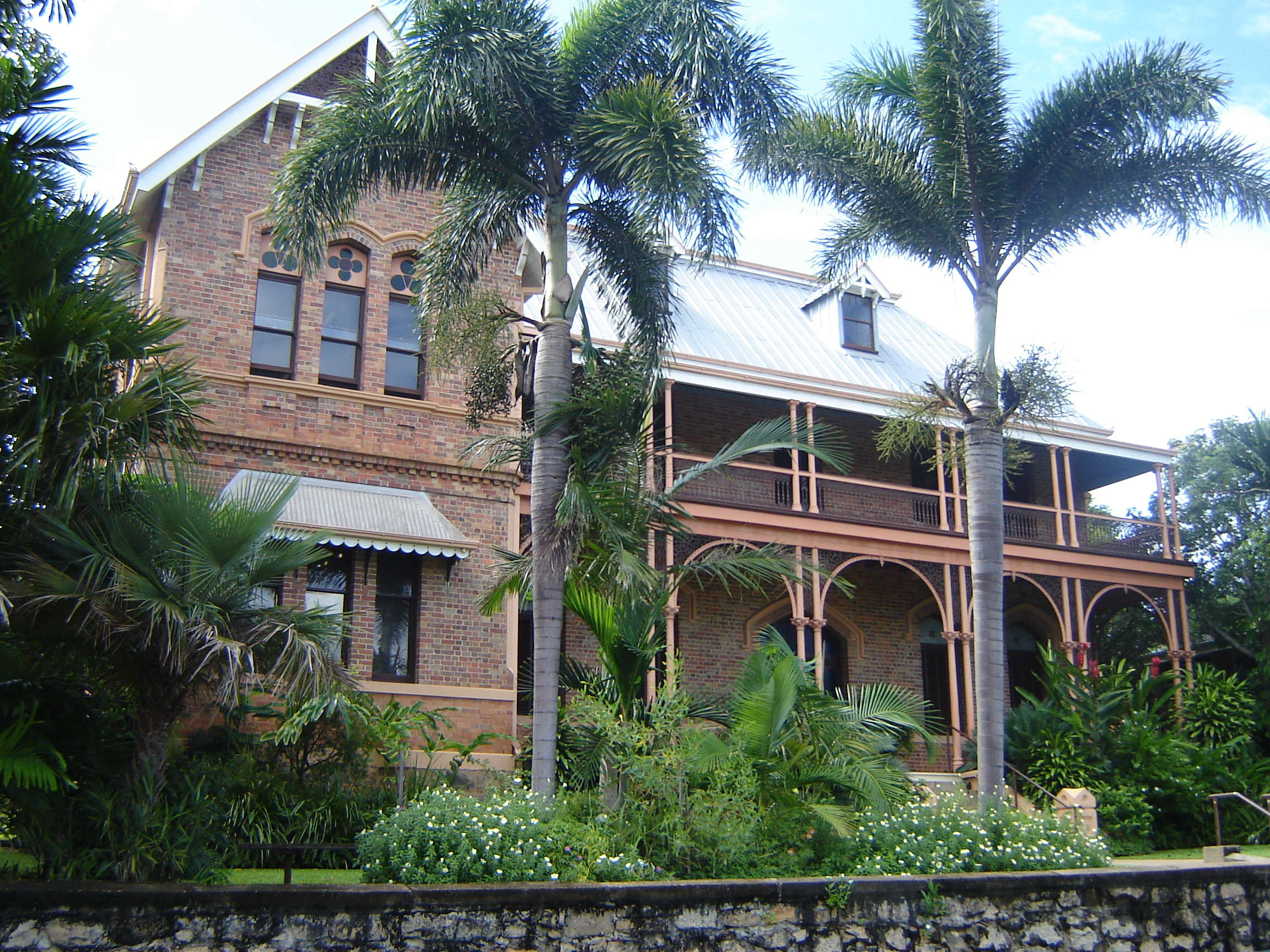
Muzeum Jamesa Cooka w Cooktown
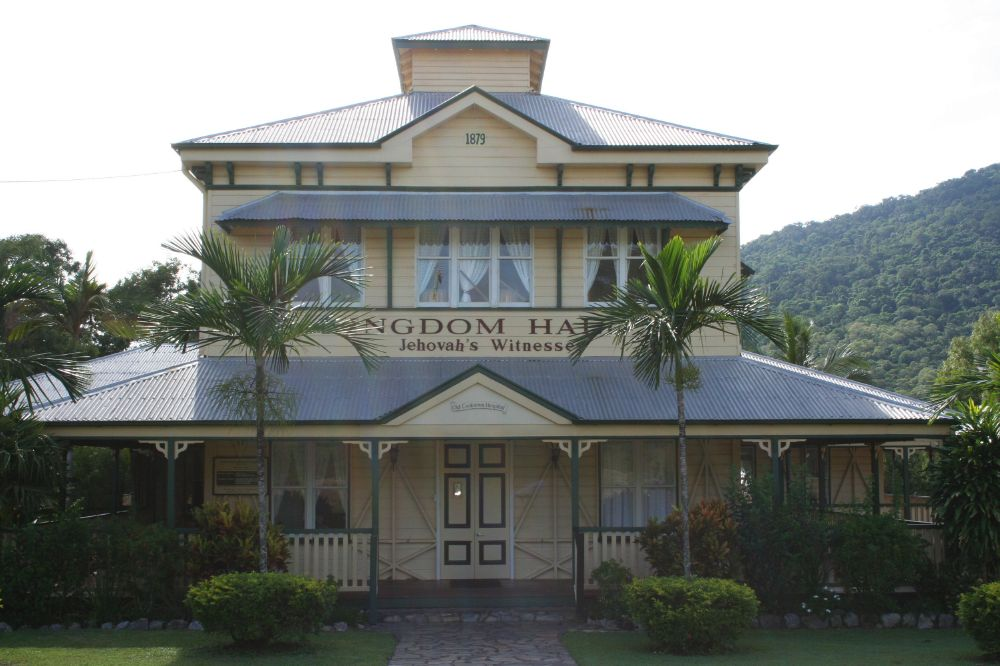
dawny budynek Old Cooktown Hospital
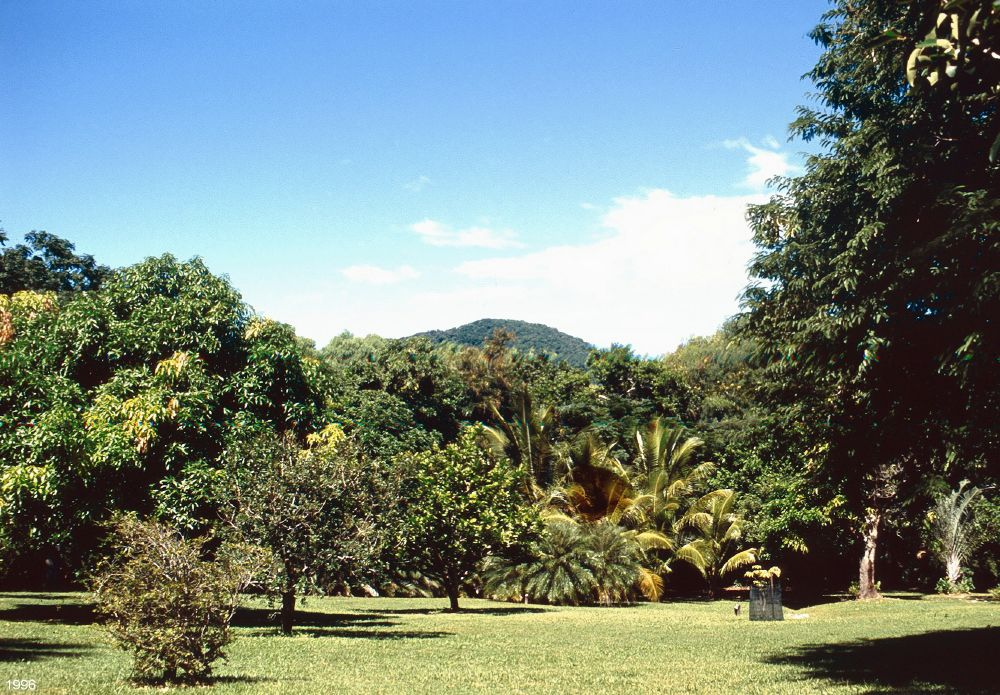
Ogród Botaniczny
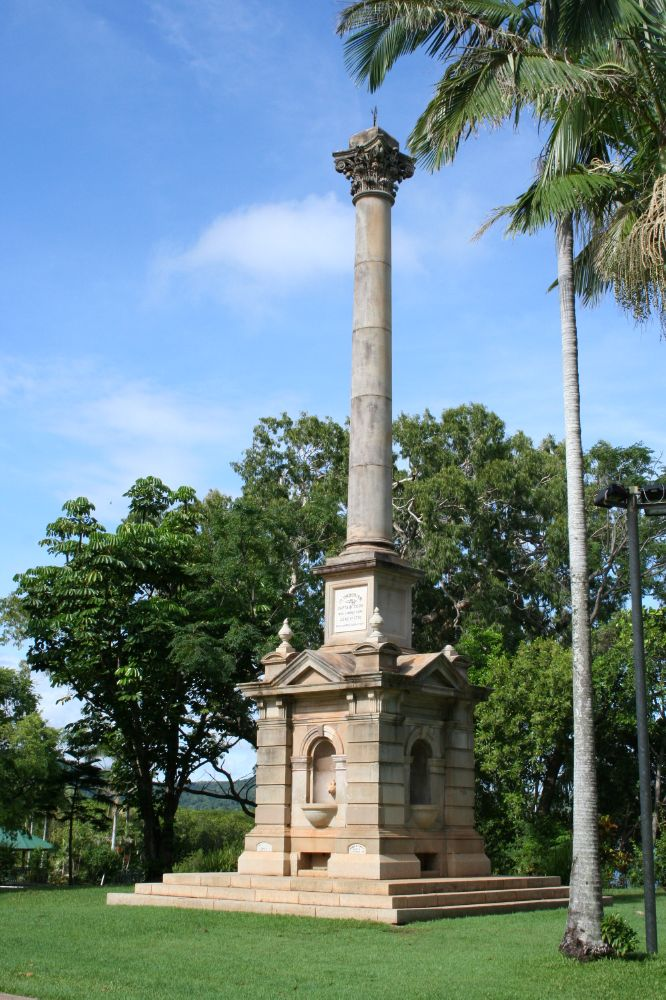
Pomnik Cooka